# Aponogeton subconjugatus
Aponogeton subconjugatus là một loài thực vật có hoa trong họ Aponogetonaceae. Loài này được Schumach. & Thonn. mô tả khoa học đầu tiên năm 1827.